# Communauté de communes de Plancoët Val d'Arguenon
La communauté de communes de Plancoët Val d'Arguenon est une ancienne communauté de communes française, située dans le département des Côtes-d'Armor, en région Bretagne.

## Histoire
La communauté de communes de Plancoët Val d'Arguenon est créée en décembre 1993 et était constitué de huit communes.
En 1997, Créhen rejoint l'intercommunalité et en 2002 ce sont les communes Landébia et Pléven qui l'intègrent.
Le 31 décembre 2012, elle est dissoute et ses communes fusionnent avec celles de la Communauté de communes du Pays de Plélan pour donner naissance à la communauté de communes Plancoët-Plélan.

### Identité visuelle
L'ancien logo de l'intercommunalité avait des similitudes avec celui du Conseil général des Côtes-d'Armor.

Ancien logo de [Quand ?] à 2010
Logo de la Communauté de communes de 2010 à 2012.

## Territoire communautaire

### Géographie
L'intercommunalité était située au nord-est du département et recouvrait une grande partie du canton de Plancoët.

### Composition
Lors de sa dissolution, elle était composée des 11 communes suivantes :
1. Bourseul
2. Corseul
3. Créhen
4. Landébia
5. Languenan
6. Plancoët
7. Pléven
8. Plorec-sur-Arguenon
9. Pluduno
10. Saint-Jacut-de-la-Mer
11. Saint-Lormel

## Administration

### Siège
Le siège de la communauté de communes était à Plancoët, 33 rue de la Madeleine.

### Liste des présidents
| Période        | Période                    | Identité       | Étiquette | Qualité |
| -------------- | -------------------------- | -------------- | --------- | --- |
| janvier 1994   | mars 2001                  | Marcel Legoff  | DVG       | Maire de Plancoët (1983 → 2008)                                                                                           |
| mars 2001      | septembre 2002 (démission) | Jean Gaubert   | PS        | Ancien maire de Pluduno (1977 → 1997) Conseiller général de Plancoët (1988 → 2008) Député des Côtes-d'Armor (1997 → 2012) |
| septembre 2002 | avril 2008                 | Daniel Fraval  | PS        | Maire de Saint-Lormel (1989 → 2008)                                                                                       |
| avril 2008     | décembre 2012              | Michel Raffray | PS        | Maire de Pluduno (1998 → 2020)                                                                                            |